# Benthe
Benthe is een dorp in de Duitse gemeente Ronnenberg. Reeds in de Bronstijd woonden hier mensen, wat blijkt uit een door archeologen opgegraven grafveld. Het dorp wordt in een document van omstreeks 1300 als Benenthe vermeld.

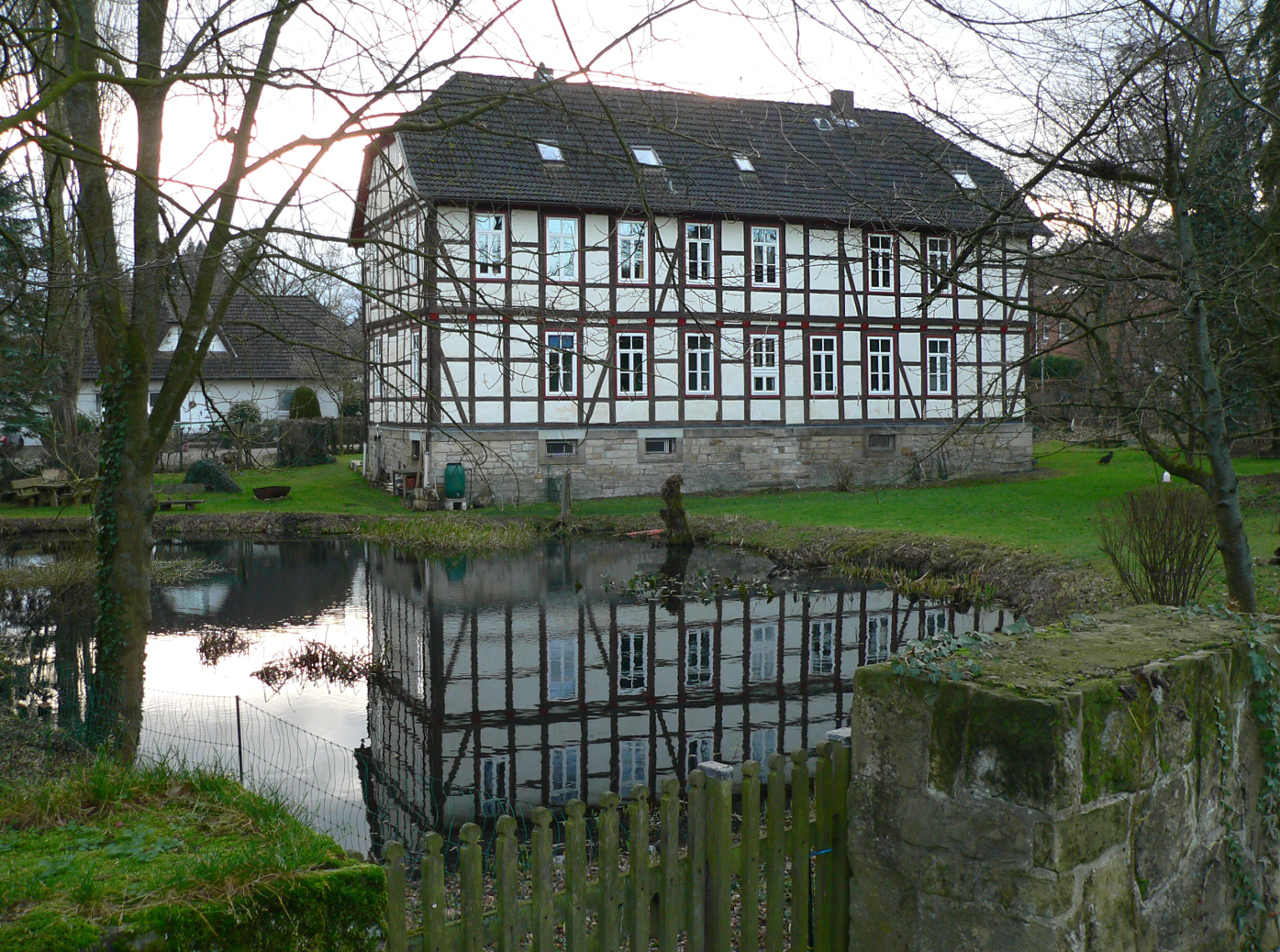
Herenhuis (Gutshof) Benthe

Markant is de Gutshof van Benthe. Het gebouw is als boerderij in gebruik, en kan niet bezichtigd worden.

## Grafstenen van Benthe
Benthe is klein maar niet heel onbekend. Vroeger was dit dorp bekend om zijn grafstenen genaamd: Die Benther Kreuzsteine „Sieben Trappen“

## Windmolen
Benthe is ook bekend door de windmolen, type bovenkruier, die in 1855 gebouwd is en tot in 1950 gebruikt werd. Nu is het een woonhuis.

## Geboren
- Hartmut Stielow (1957), beeldhouwer